# لورانس بالمر
لورانس بالمر (بالإنجليزية: Lawrence Palmer)‏ هو لاعب هوكي الجليد أمريكي، ولد في 7 يناير 1938 في مالدن في الولايات المتحدة.

## وصلات خارجية
- لورانس بالمر على موقع EliteProspects.com (الإنجليزية)
- لورانس بالمر على موقع HockeyDB.com (الإنجليزية)
- لورانس بالمر على موقع أوليمبيديا (الإنجليزية)